# Microregione di Assis
Assis è una microregione dello Stato di San Paolo in Brasile, appartenente alla mesoregione di Assis.

## Comuni
Comprende 17 comuni:
- Assis
- Borá
- Campos Novos Paulista
- Cândido Mota
- Cruzália
- Florínea
- Ibirarema
- Iepê
- Lutécia
- Maracaí
- Nantes
- Palmital
- Paraguaçu Paulista
- Pedrinhas Paulista
- Platina
- Quatá
- Tarumã